# Stipe Pletikosa
Stipe Pletikosa (* 8. ledna 1979) je bývalý chorvatský fotbalový brankář, naposledy hrající za španělský klub Deportivo La Coruña.

## Reprezentační kariéra
Zúčastnil se fotbalového MS 2006 a 2014 a také EURA 2008.